# Urabe Kumeko
Urabe Kumeko (Nhật: 浦辺粂子 5 tháng 10 năm 1902 – 26 tháng 10 năm 1989) là một nữ diễn viên điện ảnh và ca sĩ người Nhật Bản, được coi là một trong những diễn viên đầu tiên của Nhật Bản. Có tên khai sinh là Kume Kimura, bà cũng lấy nghệ danh Ichijo Kumeko, Midori Toyama, Shizuura Chidori hay Toyama Chidori. Bà đã hoạt động trên nhiều lĩnh vực bao gồm sân khấu, điện ảnh và truyền hình. Urabe sinh ra ở một vùng nông thôn của tỉnh Shizuoka. Bà từng sống ở nhiều nơi khác nhau trong giai đoạn trưởng thành, theo cha của bà là một tu sĩ Phật giáo đến những nơi làm việc của ông. Urabe đã hoàn thành chương trình học phổ thông ở Numazu và rời trường năm 1919 để gia nhập một công ty sân khấu, lưu diễn dưới nhiều nghệ danh khác nhau với tư cách là một diễn viên và vũ công.
Vào năm 1923, Urabe đã đến thử vai tại xưởng phim Nikkatsu và lấy nghệ danh là Urabe Kumeko, sau này là cái tên gắn bó với bà suốt cuộc đời. Bà lần đầu xuất hiện trong bộ phim đầu tay một năm sau đó và tiếp tục đóng phim cho đến năm 1987. Bà đã làm việc với các đạo diễn như Mizoguchi Kenji và Naruse Mikio, vào vai trong hơn 320 bộ phim, bao gồm Ikiru, Ani imōto, Yuki fujin ezu, Nogiku no gotoki kimi nariki và Akasen Chitai. Bà cũng đóng vai chính trong các bộ phim truyền hình, bao gồm mười ba tập của Nhà hát Chủ Nhật Toshiba từ năm 1958 đến năm 1980. Trong thập kỷ tiếp theo, Urabe đã trở thành một thần tượng Nhật Bản, cho đến khi bà qua đời vào năm 1989.

## Tiểu sử

### Đầu đời
Kume Kimura (木村 くめ) sinh ngày 5 tháng 10 năm 1902, là con gái của Kume Keichu, một thầy tu dòng thiền Lâm Tế tại đền Kenchō-ji, và Kume Hana. Bà là đứa con duy nhất lớn lên ở quận nông thôn Kamo; một anh chị em của bà và một người anh trai đã chết khi bà còn nhỏ. Năm 1909, gia đình bà chuyển đến Kawazu, Shizuoka và Kume học tiểu học tại đây. Năm 1915, cả gia đình lại chuyển đến Numazu, nơi làm việc của cha bà tại chùa Myōshin-ji. Kume hoàn thành chương trình học phổ thông hai năm sau đó và theo học Trường Nữ sinh Numazu. Trong thời gian này, bà đã hình thành sở thích diễn xuất khi xem Rensageki, một hình thức nghệ thuật kết hợp giữa phim câm và kịch sân khấu. Năm 1919, bà rời trường học và tham gia đoàn kịch của Yasuyoshi Suzuki, lấy nghệ danh Ichijo Kumeko.
Trong bốn năm tiếp theo, Kume đã gia nhập vào những nhà hát lưu động và các đoàn opera, hoàn thiện kỹ năng ca hát và vũ đạo của mình, cũng như học cách diễn xuất trong nhiều vai diễn khác nhau. Bà đã sử dụng một số nghệ danh, bao gồm Midori Toyama, Shizuura Chidori và Toyama Chidori. Cũng trong thời gian này, bà gặp đồng nghiệp Chieko Saga; cặp đôi này được biết đến với cái tên "Sagachi" và "Tochi".

### Sự nghiệp điện ảnh

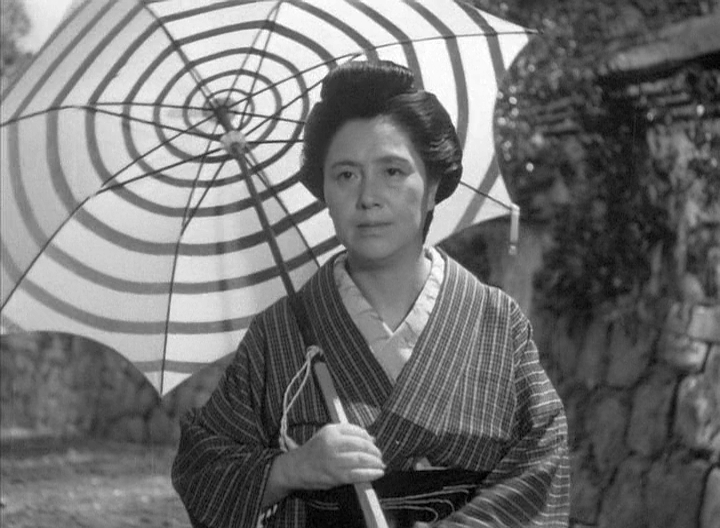
Urabe Kumeko trong bộ phim Gan (Ngỗng hoang dã) do Toyoda Shirō đạo diễn, năm 1953.

Vào tháng 8 năm 1923, Yasumasa Hatano đã đề nghị bà thử vai tại xưởng phim Nikkatsu. Urabe thành công trong buổi thử vai này và lấy nghệ danh Urabe Kumeko, sau này là cái tên gắn bó với sự nghiệp bà tới cuối đời. Thậm chí, cho đến nhiều thập kỷ sau, bà đã phản đối dùng tên khai sinh của mình trên Huân chương Danh dự với Ruy băng Tím, nói rằng giải thưởng phải dành cái tên Urabe Kumeko. Bà xuất hiện trong bộ phim đầu tay của mình vào năm 1924, đóng vai nữ chính trong Kiyosaku no tsuma (Vợ của Seisaku). Bà được coi là một trong những diễn viên nữ đầu tiên của nền điện ảnh Nhật Bản. Tài diễn xuất của bà đã thu hút sự chú ý của đạo diễn Mizoguchi Kenji, sau đó ông chọn bà vào vai Suzuki Denmei trong bộ phim Chén jìng (Thế giới mơ hồ) phát hành cùng năm.
Sau bộ phim này, Urabe đã trở thành một trong những thành viên nổi bật nhất của xưởng phim, chỉ sau Sakai Yoneko và Sawamura Haruko. Bà tiếp tục làm việc với Mizoguchi trong nhiều bộ phim của ông được phát hành bốn năm tiếp theo, bao gồm Koi o tatsu ono (Chiếc rìu cắt vào tình yêu), Kyokumadan no joō (Nữ hoàng rạp xiếc) và Musen fusen (Không tiền, không đánh nhau). Bà đã phát triển một mối quan hệ thân thiết với vị đạo diễn, thậm chí ở bên cạnh ông khi ông bị tấn công. Sau một thời gian ngắn nghỉ diễn từ năm 1928 đến năm 1930, bà đã xuất hiện trở lại trong bộ phim tiếp theo của Mizoguchi Tojin Okichi. Ông cũng mời bà tham gia các bộ phim khác vào thập kỷ tiếp theo, gồm Gion matsuri (Lễ hội Gion) và Taki no Shiraito (Nhà ảo thuật nước) vào năm 1933. Cho đến thời điểm trên, bà hầu như chỉ đóng phim câm. Vào tháng 7 năm 1933, Urabe đã rời xưởng phim để gia nhập Shinkō Kinema (sau này được đổi tên thành Daiei Film vào năm 1942). Trong thời gian này, bà đã xuất hiện trong bộ phim có tiếng đầu tiên của mình.
Urabe tiếp tục góp mặt tại các bộ phim sau Chiến tranh thế giới thứ hai. Bộ phim năm 1947 Koisuru Tsuma là tác phẩm đầu tiên của bà với đạo diễn Hagiwara Ryo. Năm 1952, bà đóng vai Tatsu, vợ của Kanji Watanabe trong bộ phim Ikiru của Kurosawa Akira. Cùng năm, bà xuất hiện trong bộ phim Inazuma (Tia chớp) của Naruse Mikio. Sau đó, bà hợp tác với Naruse trong tác phẩm Ani imōto (Anh trai, em gái) phát hành vào 1953 và trở thành một trong những diễn viên cố định trong các tác phẩm của ông. Bà cũng góp mặt vào bộ phim điện ảnh cuối cùng của Mizoguchi Akasen Chitai (Đường phố sỉ nhục), phát hành năm 1956. Phim của bà đã tiếp cận ngày càng rộng với khán giả quốc tế. Ví dụ, vào năm 1955, bà xuất hiện trong Asunaro monogatari (Câu chuyện cây la hán) của Horikawa Hiromichi, được phát hành với phụ đề tiếng Anh là Tomorrow I'll be a Fire Tree.
Trong suốt những năm 1960, Urabe vẫn tiếp tục vào vai trong nhiều phim, thường là một người bà, như trong bộ phim Natsukashiki fue ya taiko (Chiếc sáo và trống yêu kiều) của Kinoshita Keisuke, được phát hành bằng tiếng Anh vào năm 1967 dưới tên Eyes, the Sea and a Ball. Sau đó, bà xuất hiện trong Kōkotsu no hito, bộ phim nói vấn đề mất trí nhớ ở người già và được phát hành với phụ đề tiếng Anh vào năm 1994 với tên gọi Twilight Years.
Cho đến cuối sự nghiệp của mình, Urabe đã xuất hiện trong hơn 320 bộ phim và làm việc với các đạo diễn nổi tiếng nhất của điện ảnh Nhật Bản. Bà cũng nhận được nhiều giải thưởng danh giá, bao gồm Huân chương Danh dự với Ruy băng Tím năm 1966 và giải thưởng cá nhân tại Lễ trao giải Điện ảnh Yamaji Fumiko khai mạc năm 1977.

### Công việc khác
Ngoài tham gia vào các bộ phim điện ảnh, Urabe cũng xuất hiện trong những bộ phim truyền hình, với bộ phim đầu tiên bà tham gia là một số tập của Koko ni hito ari (Có người ở đây) được phát sóng vào năm 1957 và 1959. Sau đó, bà tiếp tục đóng nhiều vai, nhất là càng nhiều vai về người bà, như trong chương trình Shāpu kayōgekijō (Nhà hát thứ ba Sharp) và Tōshiba nichiyō gekijō (Nhà hát Chủ Nhật Toshiba). Bà đã xuất hiện trong Nhà hát Chủ Nhật Toshiba tổng cộng mười ba tập trong khoảng thời gian từ năm 1958 đến năm 1980, và tập cuối cùng mà bà đóng là tập thứ 1228 với tựa đề Sōshiju no uta (Khúc ca tâm tư). Sau năm 1980, Urabe dần trở thành một Thần tượng bà ngoại. Bà đã phát hành hai đĩa đơn vào tháng 11 năm 1984 lần lượt là Watashi kashu ni narimashita yo (Tôi trở thành một ca sĩ) và Tako no uta (Bài hát con bạch tuộc); vào thời điểm đó, bà được coi là ca sĩ debut già nhất trong lịch sử. 

### Cuộc sống riêng tư
Vào ngày 23 tháng 10 năm 1928, Urabe kết hôn với Ueno Koichi, con trai của một người đàn ông giàu có ở Kyōto. Hai vợ chồng bị nghiện đánh bạc nặng nề, và cuộc hôn nhân này kết thúc bằng việc ly dị vào tháng 4 năm 1930. Urabe không bao giờ đi thêm bước nữa kể từ đó. Trong thời gian rảnh, bà thích chơi mạt chược và đánh cược trong các cuộc đua xe đạp và đua thuyền. Vào ngày 25 tháng 10 năm 1989, bếp lò tại căn hộ ở Tokyo của Urabe làm cháy quần áo của bà và khiến bà bị bỏng nặng. Bà sau đó được đưa đến Bệnh viện Đại học Y Tokyo ở Nishi-Shinjuku nhưng đã qua đời vì vết thương của mình vào ngày hôm sau.

## Phim ảnh

### Phim điện ảnh
Urabe đã xuất hiện trong hơn 320 bộ phim điện ảnh bao gồm:
- 1924, Kiyosaku no tsuma (Vợ của Seisaku), Come.[24]
- 1924, Chén jìng (Thế giới mơ hồ), Omatsu.[5]
- 1924, Koi o tatsu ono (Chiếc rìu cắt vào tình yêu), Pearlko, Chinami Senami.[7]
- 1924, Kyokumadan no joō (Nữ hoàng rạp xiếc), Supein no hato.[7]
- 1925, Hou wo shitafu onna (Người phụ nữ khao khát luật pháp), Yuriko.[25]
- 1925, Ai tokumukan kantou (Tàu đặc nhiệm Kanto), Con gái trong làng.[7]
- 1925, Musen fusen (Không tiền, không đánh nhau), Musume Tsubame.[7]
- 1925, Ningen zengo hen (Mặt trước và sau của con người), Yukie.[26]
- 1925, Nogi shōgun to kuma-san (Tướng quân Nogi và ngài Kuma), Vợ của Kuma, Yu[27]
- 1927, Ningyō no ie (Ngôi nhà của những búp bê), Hayashida Miyako.[28]
- 1930, Tojin Okichi, Omatsu.[29]
- 1931, Shikamo karera wa iku (Và họ đã đi), Mẹ của Atsuko.[9]
- 1933, Taki no shiraito (Nhà ảo thuật nước), Ogin.[30]
- 1934, Gatsu yorino shisha (Tin nhắn gửi từ mặt trăng), Cai tù.[31]
- 1936, Taii no musume (Con gái ngài trung uý), Yutaka.[32]
- 1937, Ai en kyou (Eo biển tình yêu), Nữ hộ sinh Ume Murai.[33]
- 1938, Ā furusato (Ôi, nhà tôi), Vợ kế của Shinkichi.[34]
- 1942, Shinsetsu (Lòng nhân hậu), Vợ của Kinbe.[35]
- 1943, Jingisukan (Thành Cát Tư Hãn), Weruenke.[36]
- 1948, Yoru no on'na-tachi (Người phụ nữ của trời đêm), Dì của tay ma cô.[37]
- 1949, Ikoku no oka (Những ngọn đồi nơi đất nước xa lạ), Iku.[38]
- 1949, Ginza Kankan Musume, Odai.[39]
- 1950, Shinju fujin (Quý cô ngọc trai), Dì của Karasawa và Otami.[40]
- 1950, Yuki fujin ezu (Chân dùng quý bà Yuki), San.[41]
- 1951, Kekkon kōshinkyoku (Hôn lễ tháng ba), Dì.[42]
- 1951, Ikiru, Vợ của Watanabe, Tatsu.[43]
- 1951, Meshi (Ngược lại quá khứ), Taniguchi Shige.[44]
- 1952, Inazuma (Tia chớp), Osamu.[45]
- 1953, Entotsu no mieru basho (Nơi ống khói được nhìn thấy), Nojima Kayo.[46]
- 1953, Ani imōto (Anh trai, em gái), Riki.[46]
- 1953, Gan (Ngỗng hoang dã), Otsune.[47]
- 1954, Nijū-shi no Hitomi (Hai mươi tư đôi mắt), Vợ giáo viên.[48]
- 1954, Kono hiroi sora no doko ka ni (Đâu đó dưới bầu trời rộng), Shige.[48]
- 1955, Asunaro monogatari (Câu chuyện cây la hán), Bà của Minko.[16]
- 1955, Nogiku no gotoki kimi nariki (Cô ấy như một bông hoa cúc dại), Bà của Minko.[33]
- 1955, Jinanbō Hangan (Ngài thẩm phán), Shige.[49]
- 1956, Akasen Chitai (Đường phố sỉ nhục), Otane.[50]
- 1956, Typhoon Over Nagasaki, Fujita.[51]
- 1958, Neko wa Shitteita (Tôi biết con mèo), Kuwata Chie.[52]
- 1958, Kono ten no niji (Cầu vồng vĩnh cửu), Mẹ của Osamu.[53]
- 1960, Irohanihoheto, Matsumoto Mine.[54]
- 1962, Kigeki: Nippon no oba-chan (Bà nội Nhật Bản: Phim hài), Zamameba Asan Waka.[55]
- 1962, Watashi wa nisai (Trở thành hai không dễ dàng), Ino.[56]
- 1962, Kurējī eiga: Nippon musekininyarou (Bộ phim điên rồ: Anh chàng Nhật Bản vô trách nhiệm), Nakagome Ume.[55]
- 1964, Midareru (Khao khát), Quý bà quầy bar tại Suối nước nóng Ginzang.[57]
- 1964, Jakoman to Tetsu (Thuyền trưởng một mắt và Tetsu), Taka.
- 1966, Hikinige (Đâm và chạy), Kanematsu Hisako.[58]
- 1967, Kimi ni kōfuku o senchimentaru bōi (Hạnh phúc cho bạn, chàng trai đa cảm), Ninotani Kura.[59]
- 1967, Midaregumo (Những đám mây rải rác), Nui Mishima.[60]
- 1968, On'na to miso shiru (Người phụ nữ và bát xúp Miso), Vị khách cũ.[61]
- 1968, Kotōnotaiyō (Mặt trời mọc trên hòn đảo đơn độc), Oume.[62]
- 1968, Kurējī eiga: Kurējīmekishiko dai sakusen (Bộ phim điên rồ: Người Mexican miễn phí cho mọi người), Suzuki Ume.[63]
- 1973, Kōkotsu no hito (Người đàn ông ngây ngất), Bà Kadoya.[18]
- 1973, Shina no kawa (Dòng sông Shinano), Mẹ.[64]
- 1977, Chikuzan hitori tabi (Cuộc đời của Chikuzan), Thất Phúc Thần của ngôi đền.[65]
- 1980, Umi shio oto (Trước mùa xuân), Zuyo Ushima.[66]
- 1985, Sabishinbou (Trái tim cô đơn), Inoue Fuki.[67]
- 1987, Hachiko Monogatari, Bà Uchigi.[68]

### Truyền hình
Urabe cũng góp mặt vào hơn 100 tập phim truyền hình, bao gồm:
- NHK – Koko ni hito ari (Có người ở đây)

- 1957, Tập 26 và 27 Tanin no ie (Nhà của người khác).
- 1959, Tập 77 Kabe saegirutomo (Cắt ngang bức tường).

- KRT/TBS – Tōshiba nichiyō gekijō (Nhà hát Chủ Nhật Toshiba). 13 tập bao gồm:[22]

- 1958, Tập 91 Okitegami (Lá thư của Oki).
- 1964, Tập 416 Chantoko-tachi (Cha và Con).
- 1973, Tập 890 Tsuma no haru (Người vợ mùa xuân).
- 1980, Tập 1228 Sōshiju no uta (Khúc ca tâm tư).

- 1961, CX – Shāpu kayōgekijō (Nhà hát thứ ba Sharp), tập phim "Giống Nogiku" (Nogiku nogotoku).[69]
- 1966, TBS – Kinoshita keisuke awā (Giờ phim Kinoshita Keisuke), tập phim "Cây kỷ niệm" (Kinenju).[70]
- 1971, NTV – Kini naru yomesan (Người vợ lo lắng).[22]
- 1981–1982, TBS – Hamanasunohana ga saitara (Khi hoa Hamanasu nở).[71]
- 1988, NTV – On'na bengoshi takabayashi ayuko 4 Shinshū Īdasen satsui no tenryūkyō (Nữ luật sư Ayuko Takabayashi: 4 Shinshu Iida Line Tenryukyo Gorge).[72]

## Sách
Urabe cũng là tác giả của một số cuốn sách bao gồm:
- Eiga joyū no hansei (Nửa cuộc đời của một nữ diễn viên) Tokyo: Tokyo Engei Tsūshinsha, 1925 OCLC 672573354
- Urabe kumeko no atasha joyū desuyo (Tôi là nữ diễn viên Urabe Kumeko) Tokyo: Shikai Shobō, 1985 ISBN 978-4-91562-901-3
- Eiga dōchū muga muchū : Urabe Kumeko no joyū ichidaiki (Điều điên rồ về phim ảnh: Tự truyện của nữ diễn viên Urabe Kumeko) Tokyo: Kawade Shobō Shinsha, 1985 ISBN 978-4-30900-412-9
- Viết cùng Sugai Ichiro và Kawazu Seizaburo, Eiga wazurai (Kẻ tạo rắc rối cho phim) Tokyo: Rikugei Shobo, 1966 OCLC 673055020